# Кламре
Кламре (фр. Clamerey) насеље је и општина у источном делу централне Француске у региону Бургоња, у департману Златна обала која припада префектури Монбар.
По подацима из 2011. године у општини је живело 180 становника, а густина насељености је износила 14,9 становника/km². Општина се простире на површини од 12,08 km². Налази се на средњој надморској висини од 332 метара (максималној 491 m, а минималној 314 m).

## Демографија
| 1962. | 1968. | 1975. | 1982. | 1990. | 1999. | 2011. |
| ----- | ----- | ----- | ----- | ----- | ----- | ----- |
| 245   | 258   | 220   | 217   | 193   | 191   | 180   |

График промене броја становника у току последњих година